# Moritala
Moritala is een geslacht van rechtvleugeligen uit de familie Morabidae. De wetenschappelijke naam van dit geslacht is voor het eerst geldig gepubliceerd in 1976 door Key.

## Soorten
Het geslacht Moritala omvat de volgende soorten:
- Moritala bipunctata Sjöstedt, 1921
- Moritala hasta Key, 1976
- Moritala longicornis Sjöstedt, 1920